# 差木地村
差木地村（さしきじむら）とは、東京都大島支庁管内にかつて存在した村である。現在の大島町差木地。

## 地理
- 現在の大島町の南部に位置する。
- 村域のほとんどは山がちな地形である。
- 村は太平洋に面している。

## 歴史

### 沿革
- 1908年（明治41年）4月1日 - 伊豆大島への島嶼町村制の施行に伴い、差木地村が単独で村制施行し差木地が発足。
- 1940年（昭和15年）4月1日 - 伊豆諸島の島嶼町村制が普通町村制に移行。
- 1955年（昭和30年）4月1日 - 元村、岡田村、泉津村、野増村、波浮港村との合併により大島町が発足。同日差木地村廃止。なお、旧差木地村役場庁舎（1913年に東京府大島差木地村役場庁舎として建築）は1964年まで町役場差木地支所として利用され、その後も保存されている[1]。

変遷表
| 1908年 以前 | 明治41年 4月1日 | 昭和30年 4月1日 | 現在   |
| ----------- | --------------- | --------------- | ------ |
| 差木地村    | 差木地村        | 大島町          | 大島町 |

## 交通

### 港湾
- 差木地漁港